# Таннхаузен (Бавария)
Таннхаузен (нем. Thannhausen) — коммуна в Германии, в земле Бавария.
Подчинена административному округу Швабия. Входит в состав района Гюнцбург. Население 6168 чел. Занимает площадь 20,02 км². Официальный код — 09 7 74 185.
Одноимённое феодальное владение находилось в прямом подчинении императору Священной Римской империи. В 1705 году его приобрёл граф Штадион, потомки которого правили в округе до роспуска империи в 1806 году и вершили суд в городе до 1833 года.